# シャナラ・クロニクルズ
『シャナラ・クロニクルズ』はテリー・ブルックスのシャナラ・シリーズ(おもに『シャナラの妖精石』)に基づく、アメリカ合衆国のファンタジー・ドラマシリーズである。ニュージーランドにおいて撮影され、シーズン1は2016年1月5日からアメリカMTVで放送された。シーズン1は10話からなり、2016年4月20日、MTVはシーズン2を発注した。2017年5月11日、シーズン2はSpikeで放送されると発表され、2017年10月11日から放送された。
2018年1月16日、シーズン2をもっての打ち切りが発表された。プロデューサーは他の放送局を探すとしている。
日本ではシーズン1がNetflixで配信され、2016年7月13日にワーナー エンターテイメント ジャパンからDVDとblu-rayが発売されている。シーズン2のDVDとblu-rayは2018年5月2日に発売され、Netflixでは2018年12月26日に配信された。

## あらすじ

### シーズン1のあらすじ
『シャナラ・クロニクルズ』は、『シャナラの妖精石』のストーリーラインを追う。核戦争から数千年後の未来の地球には、4つの種族ー人間、エルフ、トロール、ノームーが暮らしている。かつてエルクリスと呼ばれる古の聖なる樹によってデーモンたちがすべてこの世から追放されたが、今やエルクリスは弱り、デーモンたちがこの世に戻り始める。半エルフの少年ウィル、エルフの王女アンバリー、そして人間の盗賊団の少女エレトリアが、最後のドルイドであるアラノンの指導のもとに、エルクリスの死とすべてのデーモンの解放を避けようとする。

### シーズン2のあらすじ
魔法を憎んで撲滅しようとする集団クリムゾンと、魔法に対する偏見に傷つき闇の王を蘇らせようとするバンドンが世界を苦しめる。ウィルは治療者として訓練を受け、エレトリアは恋人リリアとともに暮らす。クリムゾンはリリアの母が女王として治めるリー王国を征服し、エルフ王アンダーを殺す。バンドンは叔父を人質に取ってウィルを脅迫し、闇の王の遺物を手に入れて甦らすことに成功するが、闇の王に殺される。エレトリアは闇の王に操られ、闇の王の血が川を汚染して世界は支配されそうになる。アラノンは闇の王に殺されるが、アラノンとエルフ王女の娘であるマレスがウィルと協力して闇の王を倒す。ウィルはエルフストーンをマレスに譲り、自らを犠牲にして川を浄化する。

## 登場人物

### メイン
ウィル・オムズフォード
演 - オースティン・バトラー、日本語吹替 - 下妻由幸
半エルフで古のシャナラ家の血を引き、亡くなった父親から妖精石（エルフストーン）を引き継ぐ
アンバリー・エレッセディル
演 - ポピー・ドレイトン、日本語吹替 - 山根舞
エルフの王女で、エルクリスの保護に責任を持つ。エルフ王エヴェンティンの孫。父エイン王子はノームに殺された
エレトリア
演 - イバナ・バケロ、日本語吹替 - 米倉希代子
盗賊団に育てられた人間の娘
アラノン
演 - マヌー・ベネット、日本語吹替 - 竹田雅則
300年生きる最後のドルイドである人間で、エルクリスを守るために若者たちを導く
アンダー・エレッセディル
演 - アーロン・ジャクーベンコ
エルフ王エヴェンティンの末子
バンドン
演 - マーカス・ヴァンコ
予視能力を持つエルフの少年
マレス (S2)
演 - マリース・ジョー
半エルフ、アラノンとエルフ王女の間の娘
リリア (S2)
演 - ヴァネッサ・モーガン
エレトリアの恋人の女性、実はリー王国の王女
ガレット・ジャックス (S2)
演 - ジェントリー・ホワイト
賞金稼ぎの人間

### その他
セファロ
エレトリアを育てた盗賊団の頭
アリオン・エレッセディル
エヴェンティン王の最年長の息子で世継
ディアナ・ティルトン
エルフ王の護衛の長でアリオンの恋人
ダグダ・モーア
デーモン。かつてはエルフのドルイド
カターニア
アンバリーの侍女。かつてバンドンが愛し、のちにアンダーの恋人となる。
イーヴンタイン・エレッセディル
演 - ジョン・リス＝デイヴィス、日本語吹替 - 麦人
エルフ王でアンバリーの祖父
スランター
かつてアンバリーの父親エイン王子を殺したノームの指導者
コグライン (S2)
エレトリアを守る元ドルイド
リガ将軍 (S2)
魔法のきかない体質であり、魔法を憎み魔法の廃絶を図る組織クリムゾンの指導者
ヴァルカ (S2)
リガ将軍の右腕
タムリン女王 (S2)
人間の王国リーの女王

## エピソード

### シーズン1のエピソード
| 通算 話数 | タイトル                                  | 監督                     | 脚本                                        | 放送日        | 製作 番号 | U.S.視聴者数 (百万人) |
| --- | ----------------------------------------- | ------------------------ | ------------------------------------------- | ------------- | --------- | --------------------- |
| 12 | "選ばれし者" "Chosen"                     | ジョナサン・リーベスマン | Alfred Gough & Miles Millar                 | 2016年1月5日  | 101102    | 1.03                  |
| エルフ王国の王女アンバリーは、聖なる樹エルクリスを守る"選ばれし者"になるための、男たちだけの競争に参加し選ばれる。アンバリーがエルクリスに触れた時、世界の終焉の幻視が訪れ、ドルイドのアラノンが目覚める。半エルフのウィルは死ぬ直前の母親からエルフストーンを渡される。ウィルはトロールに襲われ、人間の盗賊団の少女エレトリアに救われるが、エレトリアにエルフストーンを盗まれる。アラノンはアーボロンの都にきてエルフ王エヴェンティンに拝謁し、エルクリスが枯れつつあると警告する。デーモンのダグダ・モーアが復活し、姿を変えるチェンジリングを送って"選ばれし者"を殺す。大叔母のパイリアに会いに出かけていたアンバリーだけが生き伸びる。アラノンはウィルに魔法の力を見せ、エルクリスを癒す魔法の書を見つけ出し、アンバリーと会うために出かける。デーモンはウィルとアンバリーの目の前でパイリアを殺す。                                                                       |                                           |                          |                                             |               |           |                       |
| 3 | "魔物の影" "Fury"                         | James Marshall           | Alfred Gough & Miles Millar                 | 2016年1月12日 | 103       | 0.92                  |
| アラノンは重傷を負う。ウィルとアンバリーは盗賊団のエレトリアとセファロにとらえられる。魔物(デーモン)が盗賊団のキャンプを襲い、ウィルはエルフストーンを使って倒す。傷の癒えたアラノンは盗賊団から二人を救い出し、都に向かう途中で、幻視能力を持つエルフのバンドンを仲間に加える。都で、王は最後の"選ばれし者"であるアンバリーがエルクリスに入り、種を探すことを決める。 |                                           |                          |                                             |               |           |                       |
| 4 | "とりかえ鬼(チェンジリング)" "Changeling" | James Marshall           | Alfred Gough & Miles Millar                 | 2016年1月19日 | 104       | 0.75                  |
| アンバリーはエルクリスの中に入って試練を切り抜けて種を持ち帰る。種はセーフホールドに運ばれなくてはならない。エレトリアは王宮に忍び込んでウィルを誘惑し、エルフストーンを盗み出す。チェンジリングがエレトリアに化けてアンバリーを殺そうとするが失敗し、エレトリアが捕えられる。チェンジリングはアラノンに殺されるが、再び蘇る。 |                                           |                          |                                             |               |           |                       |
| 5 | "過去からの助け" "Reaper"                 | Brad Turner              | Evan Endicott & Josh Stoddard               | 2016年1月26日 | 105       | 1.03                  |
| 10年前、ノームのスランターがアンバリーの父エイン王子を殺す。現在、セーフホールドに向かうウィルとアンバリーの一行は、盗賊団に襲われる。エレトリアは義理の父セファロから自由を得て盗賊団を離れるが、戻って囚われのアンバリーを救い、ウィルを救い出す。一行は砦につくが、デーモンのリーパーに襲われ、セファロがデーモンをガスの噴出する地に誘い込んで焼き殺す。アラノンの求めで、バンドンはエルクリスに触れ、アンバリーの死の幻視を見る。アンダーは10年間牢に繋がれていたスランターを釈放し、共に旅に出る。アリオンに化けたチェンジリングが王を殺して入れ替わる。 |                                           |                          |                                             |               |           |                       |
| 6 | "パイコン砦" "Pykon"                      | Brad Turner              | Zander Lehmann                              | 2016年2月2日  | 106       | 0.97                  |
| セーフホールドに向かうアンバリーの一行は吹雪を避けてパイコン砦に避難し、管理人のリモと子供のマグに迎えられる。リモは一行を捕えて拷問するが、ウィルはマグの助けで一行を救い出す。リーパーに襲われ、セファロに見捨てられたウィル、アンバリー、エレトリアは谷に落ちる。王に化けたチェンジリングの命で、アリオンはダグダ・モーアを倒す古の剣を見つける。剣は邪悪であると言うアラノンを刺すと、アラノンの姿が消える。アンダーとスランターはデーモンの大軍を見つける。 |                                           |                          |                                             |               |           |                       |
| 7 | "切り裂き山脈の攻防" "Breakline"          | Jesse Warn               | Deanna Kizis                                | 2016年2月9日  | 107       | 0.80                  |
| 谷から落ちたウィルは、エルフ・ハンターに片耳を切り取られたエルフのパークと出会う。アンバリーとエレトリアもエルフ・ハンターに追いかけられ、地下のホールに落ちて過去の文明の遺物を見つける。アンバリーは3つの青いダイスを拾い、セーフホールドの地図を見つけるが、二人はエルフ・ハンターに捕えられる。ウィルがパークの乗るロック鳥で助けに現れてアンバリーを救い出すが、エレトリアは射られて捕われとなる。アーボロンでは、王に化けたチェンジリングが二人の息子にダグダ・モーアの暗殺を命じる。アリオンとアンダーはバンドンが囚われているのを見つけ、ダグダ・モーアと対決する。アリオンは殺されるが、現れたアラノンがアンダーを救い、バンドンを開放する。アーボロンに戻ったアンダーは父王に化けたチェンジリングを殺し、エルフ王となる。 |                                           |                          |                                             |               |           |                       |
| 8 | "ユートピア" "Utopia"                     | Jesse Warn               | April Blair                                 | 2016年2月16日 | 108       | 0.78                  |
| アラノンはバンドンをドルイドの跡継ぎにしようと訓練を始める。王となったアンダーは一時酒に溺れるが立ち直り、王としてデーモンと戦うことを誓う。エレトリアはトロールの地にある人間の住む村で売られ、親切に傷の手当てを受け、銃など過去の文明の産物を見せられる。アンバリーとウィルはエレトリアの後を追い、トロールの罠にかかったセファロを開放し、エレトリアのいる村に忍び込むが捕えられる。村が犠牲をトロールに捧げて安全を買っていたことが分かり、3人は村の外の柱に縛り付けられる。トロールが3人に近づいた時、エレトリアが銃でトロールを倒す。村人との撃ち合いが始まり、セファロは重傷を負いながら3人を逃がす。逃げる3人の前にサンフランシスコの廃墟が広がる。 |                                           |                          |                                             |               |           |                       |
| 9 | "血潮の炎" "Safehold"                     | Brad Turner              | Evan Endicott & Josh Stoddard               | 2016年2月23日 | 109       | 0.72                  |
| ウィル、アンバリー、エレトリアはセーフホールド(Safehold)に着き、その名前がSan FransiscoとOaklandに由来すると知る。エレトリアの体に"血潮の炎"への地図の刺青が表れ、自分の血が鍵であるという幻視を視る。エレトリアは一行をに導き、その血が"血潮の炎"を甦らせる。ウィルはエルフストーンで炎の守護者を倒し、アンバリーはエルクリスの種を持って炎に入り姿を消し、エルトリアは死ぬ。アンダーはティルトンをノームの許に送って対デーモンの同盟を結ぼうとする。ダグダ・モーアはバンドンの心を支配し続ける。評議会議長のケールはアンダーを拘束して自ら王座に着こうとする。ティルトンとスランターがノームの軍勢を率いて戻ってアンダーを開放して反乱を収め、ノームとエルフの同盟が結ばれる。エルクリスの最後の葉が落ち、ダグダ・モーアのデーモンの軍がアーボロンに迫る。 |                                           |                          |                                             |               |           |                       |
| 10 | "エルクリス" "Ellcrys"                    | Brad Turner              | April Blair & Evan Endicott & Josh Stoddard | 2016年3月1日  | 110       | 0.85                  |
| ウィルはエルフストーンでエレトリアを甦らせる。アンバリーは炎から戻り、ウィルとともにセーフホールドを離れるが、エレトリアは一人残ってトロールを食い止める。バンドンは牢を脱出する。ウィルとアンバリーはデーモン軍に包囲されるアーボロンに戻り、洞窟で愛を交わす。エルフとノームの軍がデーモン軍からエルクリスを守る。デーモンとして蘇ったアリオンはティルトンを殺すが、アンダーに倒される。アラノンとノームたちはウィルとアンバリーをデーモンから救い出してエルクリスのもとに連れていく。ウィルがエルフストーンでダグダ・モーアを食い止めてアラノンが首を取る。アンバリーは自分自身が種であると言い、新たなエルクリスとなってデーモンはすべて滅びる。アンバリーを失って悲しむウィルはエレトリアを救い出すためにセーフホールドに向かう。バンドンはダグダ・モーアの魔剣を携え、その目は暗黒に染まっている。トロールに捕えられたエレトリアは、その一体に見覚えがあることに気づく。 |                                           |                          |                                             |               |           |                       |

### シーズン2のエピソード
| 通算 話数 | シーズン 話数 | タイトル                  | 監督           | 脚本                          | 放送日         | US視聴者数 (百万人) |
| --- | ------------- | ------------------------- | -------------- | ----------------------------- | -------------- | ------------------- |
| 11 | 1             | "再会" "Druid"            | Brad Turner    | Alfred Gough & Miles Millar   | 2017年10月11日 | 0.31                |
| 一年後、エレトリアはサンフランシスコの廃墟で恋人のリリアと暮らし、旧世界の技術製品を漁ってコグラインに渡す。エレトリアはアンバリーの幻から伝言を受け取る。ウィルが治療者としての訓練を受けるところに、マレスが手の火傷の治療を求めて来る。バンドンは闇の王を蘇らせようとし、アラノンは妨害する。魔法の撲滅を謀るクリムゾンのリガ将軍は日陰谷にウィルを探す。ウィルはデーモンに襲われて、アラノンの娘であるとわかったマレスと逃げる。 |               |                           |                |                               |                |                     |
| 12 | 2             | "闇の王" "Wraith"         | Brad Turner    | Evan Endicott & Josh Stoddard | 2017年10月18日 | 0.21                |
| 賞金稼ぎのガレット・ジャックスは無法者に捕らえられたエレトリアとリリアを救い、リリアを母であるタムリン女王のもとに連れ戻す。アンダー・エレッセディル王はアラノンとリー王国に行き、闇の王とクリムゾンに抗するためにタムリン女王に同盟を申し出るが、リリアとの結婚が条件となる。アラノンは魔法の効かないリガ将軍に捕らえられる。アンダーの恋人のカターニアはクリムゾンのスパイのエダインに殺される。バンドンはウィルと戦って叔父のフリックを捕え、三日以内にウィルがアラノンをパラノーに連れてこなければ殺すと言う。 |               |                           |                |                               |                |                     |
| 13 | 3             | "グレイマーク" "Graymark" | James Marshall | Javier Grillo-Marxuach        | 2017年10月25日 | 0.23                |
| 首輪を嵌められて魔法を封じられたアラノンは、闇の王の砦であったグレイマークに連れてゆかれてリガ将軍に拷問され、パラノーの聖典のありかを吐くよう迫られる。ウィルはエレトリアに再会し、マレス、ジャックスとともにアラノンを救いにグレイマークに入る。ウィルはジャックスの囚われ人のふりをしてグレイマークに入るが、血を抜かれる拷問を受ける。エレトリア、マレス、ジャックスがアラノンとウィルを救い出す。エダインはカターニアがリー王国から出て行ったとアンダーに嘘をつく。タムリン女王はエダインにクリムゾンに連絡するよう命じる。 |               |                           |                |                               |                |                     |
| 14 | 4             | "シャナラの剣" "Dweller"  | James Marshall | Elle Triedman                 | 2017年11月1日  | 0.16                |
| バンドンはタムリン女王に闇の王と交わした約束を思い出させる。バンドンはフリックとともに旅しかつて捕えられていた家に立ち寄るが、そこに住むエルフの一家が魔法に対する偏見を語るのに怒って息子を殺す。リリアはエレトリアへの愛をアンダーに告白する。アンダーはエレトリアからクリムゾンとリー王国の秘密の関係を聞き、クリムゾンに武器を運ぶエダインを捕える。アンダーは友人であるエダインがカターニアを殺したことを知って処刑する。アラノンとマレスの対面はうまく運ばない。アラノン、ウィル、マレスはパラノーに向かう途中でシャナラの剣を手に入れる。 |               |                           |                |                               |                |                     |
| 15 | 5             | "パラノー" "Paranor"      | Toa Fraser     | Evan Endicott & Josh Stoddard | 2017年11月8日  | 0.24                |
| ウィル、アラノン、マレスはパラノーに入り、マレスとアラノンはバンドンを罠にかけ、バンドンはアラノンと一緒に閉じ込められるがフリックは毒に侵される。ウィルはフリックを救うために、マレスを説き伏せてバンドンの望み通り闇の王の頭蓋骨を手に入れようとし、二人は過去の日陰谷に転移させられ、若き日のウィルの両親に出会う。コグラインはエレトリアを救い、彼女が人間とデーモンの混血者の子孫であり、闇の力に支配される危険があると教える。コグラインは闇に対抗できるようエレトリアを訓練する。クリムゾンがジャックスを追って戦友の息子を殺す。ジャックスはアンダー、リリアとともにリガ将軍の右腕のヴァルカを尋問する。                                                                 |               |                           |                |                               |                |                     |
| 16 | 6             | "親と子" "Crimson"        | Brad Turner    | April Blair                   | 2017年11月8日  | 0.27                |
| 過去でウィルとマレスは闇の王の頭蓋骨を見つける。ウィルはモルド・レイスから父親を救う。二人は現在に戻ってバンドンを解放し、頭蓋骨と引き換えにフリックを解毒させようとするが、フリックは自殺する。バンドンは頭蓋骨を持って逃げ、シャナラの剣は折れ、アラノンは傷を負う。ジャックスはタムリン女王に依頼されてリガ将軍を襲い、逃げ出していたヴァルカを殺す。リー王国ではリガ将軍とクリムゾンがアンダーとリリアの結婚式を襲う。ジャックスとエレトリアが駆けつけるが間に合わず、アンダーは殺される。 |               |                           |                |                               |                |                     |
| 17 | 7             | "後継者" "Warlock"        | James Marshall | Alex Díaz & Julie Díaz        | 2017年11月15日 | 0.27                |
| クリムゾンはリー王国の宮殿を制圧し、タムリン女王とジャックスを捕虜とするが、エレトリアとリリアは脱出する。エレトリアは夢でアンバリーに会い、最後の希望であるウィルをエルクリスのもとに連れてくるよう言われる。マレスは命を懸けて瀕死のアラノンの夢に入り、ブレーメンに自分が次のドルイドだと告げられ、父とともに帰還する。アラノンはマレスを訓練することにし、ウィルとエレトリアはエレクリスに向かって旅する。バンドンはグレイマークで闇の王を蘇らせる。タムリンはリガ将軍に死刑を言い渡され、自ら滝に身を投げる。 |               |                           |                |                               |                |                     |
| 18 | 8             | "アンバリー" "Amberle"    | James Marshall | April Blair and Elle Triedman | 2017年11月15日 | 0.28                |
| ウィルとエレトリアはクリムゾンに攻撃されたアーボロンに来る。エレトリアは選ばれし者たちを救い出すが、闇の王に仕えるモルド・レイスにとりつかれる。ウィルはエルクリスに入ってアンバリーに再会する。ウィルの父シェイはシャナラの剣のみが闇の王を殺すことができると告げ、折れたシャナラの剣は再び元の姿に戻る。グレイマークでは、闇の王がバンドンがかつて愛したカターニアを蘇らせ、再びバンドンに殺させる。ストーアロックでは、弱ったアラノンとマレスがクリムゾンに捕らえられ、聖典はリガ将軍の手に入り、二人は火あぶりの刑にかけられる。リー王国では、ノームたちがジャックスを救出する。リガ将軍はグレイマークに戻るが、闇の王に殺される。闇の王は天国の泉への鍵を持つリリアを探す。 |               |                           |                |                               |                |                     |
| 19 | 9             | "対決" "Wilderun"         | Toa Fraser     | Matt Lambert                  | 2017年11月22日 | 0.26                |
| ストーアロックでアラノンとマレスはジャックスとノームたちに救い出され、グレイマークに行くが、闇の王が聖典を持ち去っている。ジャックスとノームはリー王国に行ってリガ将軍の頭をクリムゾンの残党に見せ、闇の王との戦いの味方につける。エレトリア、ウィル、アラノン、マレス、リリア、コグラインは結集して闇の王と戦おうとする。闇の王に支配されたエレトリアは、リリアから天国の泉の鍵を奪う。闇の王はアラノン、コグライン、マレスと戦って圧倒する。 |               |                           |                |                               |                |                     |
| 20 | 10            | "運命" "Blood"            | Brad Turner    | Evan Endicott & Josh Stoddard | 2017年11月22日 | 0.24                |
| 闇の王はアラノンを殺す。闇の王に支配されるエレトリアはリリアを差し出す。闇の王はリリアを使って天国の泉の入り、自らの血で汚染して世界を支配しようとする。エレトリアはダムを壊して汚染された水を食い止められないようにするが、コグラインとジャックスによって除霊される。ウィルとマレスは闇の王を倒し、ウィルはエルフストーンをマレスに渡したのち自分を犠牲にして水を除染する。リリアは女王となる。エレトリア、マレス、コグラインはパラノーに旅してアラノンとウィルを悼む。 |               |                           |                |                               |                |                     |

## 参照
1. ↑  "Chosen". The Shannara Chronicles. Episode 1. 4 January 2016.  6 minutes in. BASED ON THE BOOKS OF THE SHANNARA SERIES BY TERRY BROOKS (printed on-screen before end of opening theme)
2. ↑  “Stunning Auckland scenery showcased in The Shannara Chronicles trailer”. (2015年7月13日) 2016年1月12日閲覧。
3. ↑  http://www.broadcastingcable.com/news/currency/mtv-s-shannara-premieres-limited-commercials/146806
4. ↑  Evry, Max (2015年7月10日). “The Shannara Chronicles Comic-Con Trailer is Now Online!” 2015年7月11日閲覧。
5. ↑  “The Shannara Chronicles”.   MTV. 2015年11月22日閲覧。
6. ↑  Andreeva, Nellie (2016年4月20日). “‘The Shannara Chronicles’ Renewed For Season 2 By MTV”. Deadline.com. 2016年4月20日閲覧。
7. ↑  Swift, Andy. “MTV's Shannara Chronicles Moving to Spike TV for Upcoming Season 2”. TVLine. 2017年5月11日閲覧。
8. ↑  “‘The Shannara Chronicles’ Canceled After Two Seasons”. Deadline (2018年1月17日). 2018年1月17日閲覧。
9. ↑  “‘The Shannara Chronicles’ Shopped To Other Networks For Season 3”. Deadline (2018年1月17日). 2018年1月17日閲覧。。
10. ↑  Topel, Fred (2016年1月9日). “The Shannara Chronicles: Creator Terry Brooks Interview”. Den of Geek! 2016年1月12日閲覧。
11. ↑  Ossad, Jordana (2015年7月21日). “Trip To The Four Lands: 12 Photographs From ‘The Shannara Chronicles” Majestic Set”. MTV 2016年2月21日閲覧。
12. ↑  Caron, Nathalie (2015年12月29日). “Save the Four Lands with 6 new promos for The Shannara Chronicles”. Blastr 2016年2月21日閲覧。
13. ↑  Porter, Rick (2016年1月6日). “Tuesday cable ratings: ‘Shannara’ has a so-so premiere for MTV”. TV by the Numbers. 2016年1月6日閲覧。
14. ↑  Porter, Rick (2016年1月13日). “Tuesday cable ratings: ‘Pretty Little Liars’ returns on top, ‘Shadowhunters’ had solid debut”. TV by the Numbers. 2016年1月13日閲覧。
15. ↑  Metcalf, Mitch (2016年1月21日). “UPDATED: SHOWBUZZDAILY's Top 150 Tuesday Cable Originals & Network Update: 1.19.2016”. Showbuzzdaily. 2016年1月21日閲覧。
16. ↑  Welch, Alex (2016年1月27日). “Tuesday cable ratings: ‘The Curse of Oak Island’ stays on top, ‘Shadowhunters’ raises”. TV by the Numbers. 2016年1月27日閲覧。
17. ↑  Welch, Alex (2016年2月3日). “Tuesday cable ratings: ‘The People v. O.J. Simpson’ premiere soars”. TV by the Numbers. 2016年2月3日閲覧。
18. ↑  Welch, Alex (2016年2月10日). “Tuesday cable ratings: ‘The People v. O.J. Simpson’ leads again”. TV by the Numbers. 2016年2月10日閲覧。
19. ↑  Welch, Alex (2016年2月18日). “Tuesday cable ratings: ‘The People v. O.J. Simpson’ falls, ‘Pretty Little Liars’ rises”. TV by the Numbers. 2016年2月18日閲覧。
20. ↑  Welch, Alex (2016年2月24日). “Tuesday cable ratings: ‘The People v. O.J. Simpson’ stays steady”. TV by the Numbers. 2016年2月24日閲覧。
21. ↑  Welch, Alex (2016年3月2日). “Tuesday cable ratings: ‘The People v. O.J. Simpson’ falls”. TV by the Numbers. 2016年3月2日閲覧。
22. ↑  Metcalf, Mitch (2017年10月12日). “UPDATED: SHOWBUZZDAILY’s Top 150 Wednesday Cable Originals & Network Finals: 10.11.2017”. Showbuzz Daily. 2017年10月12日閲覧。
23. ↑  Metcalf, Mitch (2017年10月19日). “Updated: ShowBuzzDaily’s Top 150 Wednesday Cable Originals & Network Finals: 10.18.2017”. Showbuzz Daily. 2017年10月19日閲覧。
24. ↑  Metcalf, Mitch (2017年10月26日). “Updated: ShowBuzzDaily’s Top 150 Wednesday Cable Originals & Network Finals: 10.25.2017”. Showbuzz Daily. 2017年10月26日閲覧。
25. ↑  Metcalf, Mitch (2017年11月2日). “UPDATED: SHOWBUZZDAILY’s Top 150 Wednesday Cable Originals & Network Finals: 11.1.2017”. Showbuzz Daily. 2017年11月2日閲覧。
26. 1 2  Metcalf, Mitch (2017年11月9日). “UPDATED: SHOWBUZZDAILY’s Top 150 Wednesday Cable Originals & Network Finals: 11.8.2017”. Showbuzz Daily. 2017年11月9日閲覧。
27. 1 2  Metcalf, Mitch (2017年11月16日). “UPDATED: SHOWBUZZDAILY’s Top 150 Wednesday Cable Originals & Network Finals: 11.15.2017”. Showbuzz Daily. 2017年11月16日閲覧。
28. 1 2  Metcalf, Mitch (2017年11月27日). “UPDATED: SHOWBUZZDAILY’s Top 150 Wednesday Cable Originals & Network Finals: 11.22.2017”. Showbuzz Daily. 2017年11月27日閲覧。